# Vicente Bokalic Iglic

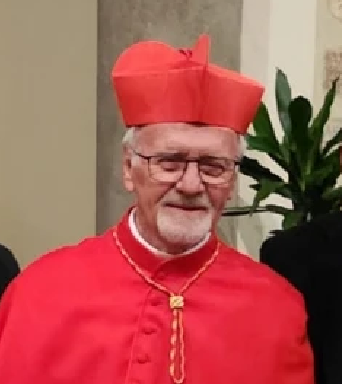
Vicente Kardinal Bokalic Iglic (Dezember 2024)

Kardinalswappen von Vicente Bokalic Iglic

Vicente Kardinal Bokalic Iglic CM (* 11. Juni 1952 in Buenos Aires), Sohn slowenischer Flüchtlinge, die 1949 in Argentinien eine neue Heimat fanden, ist Erzbischof von Santiago del Estero und Primas von Argentinien.

## Leben
Vicente Bokalic Iglic trat der Ordensgemeinschaft der Lazaristen am 1. März 1970 bei, legte die Profess am 5. Juni 1976 ab und der Bischof von Zárate-Campana, Alfredo Mario Espósito Castro CMF, weihte ihn am 11. April 1978 zum Priester.
Papst Benedikt XVI. ernannte ihn am 15. März 2010 zum Weihbischof in Buenos Aires und Titularbischof von Summa. Die Bischofsweihe spendete ihm der Erzbischof von Buenos Aires, Jorge Mario Kardinal Bergoglio S.J., am 29. Mai desselben Jahres; Mitkonsekratoren waren Andrés Stanovnik OFMCap, Erzbischof von Corrientes, und Mario Aurelio Poli, Bischof von Santa Rosa.
Papst Franziskus ernannte ihn am 23. Dezember 2013 zum Bischof von Santiago del Estero. Die Amtseinführung fand am 9. März des folgenden Jahres statt. Als Motto wählte er «Me envió a evangelizar a los pobres» (Lk 4,18 , deutsch: „Er hat mich gesandt, damit ich den Armen eine frohe Botschaft bringe“).
Am 22. Juli 2024 entschied der Vatikan das Bistum Santiago del Estero zum Erzbistum zu erheben und verlieh diesen vom Erzbistum Buenos Aires den Titel Primas von Argentinien.
Am 7. Dezember 2024 nahm ihn Papst Franziskus als Kardinalpriester in das Kardinalskollegium auf. Als Titelkirche wies ihm der Papst die Kirche  Santa Maria Maddalena in Campo Marzio zu. Die Besitzergreifung fand am 22. Mai 2025 statt.
Am 11. Januar 2025 berief ihn der Papst zum Mitglied der Sektion für die grundlegenden Fragen der Evangelisierung in der Welt des Dikasteriums für die Evangelisierung.